# Kim Magnusson
Kim Magnusson (Charlottenlund, 29 de setembro de 1965) é um produtor cinematográfico, ator e cineasta dinamarquês. Como reconhecimento, foi nomeado ao Oscar 2017 na categoria de Melhor Curta-metragem por Silent Nights.